# Imov
Imov (nemško Haimach) je naselje v Občini Žihpolje v Okraju Celovec-dežela na Koroškem v Avstriji.